# Алексіс Брімеєр
Алексіс Бріме́єр (фр. Alex Ceslaw Maurice Jean Brimeyer; 4 травня 1946, Костерманвіль, Бельгійське Конго — 27 січня 1995, Мадрид) — авантюрист, який видавав себе за нащадка кількох шляхетних родів і династій європейських володарів.

## Біографія
Народився в Бельгійському Конго в родині інженера Віктора Брімеєра та Беатріси, доньки Чеслави Чапської.
1969 року отримав паспорт «Князівства Сіландія» на ім'я «Його Високості Князя Олексія Романова-Долгорукого». Після чого оприлюднив в Le Soir два повідомлення про смерть своїх удаваних батька й діда.
З 1979 року жив в Іспанії. Одружився. Мав сина.
У 1982 році надрукував власну книжку «Я, Алексіс, правнук царя». В ній він стверджував, що пов'язаний не лише з династією Романових, а і з домом Анжу та троном Неаполя.
У 1990 році Брімеєр заявив, що є «спадковим королем України» під іменем Олелько II.
1992 року оголосив, що є також нащадком сербських королів із середньовічної династії Неманичів і обговорював із лідером сербських радикалів Воїславом Шешелем можливість відновлення в Сербії монархії.
Помер у 1995 році в Мадриді.